# Хайнрих Крампф
 Хайнрих Крампф (на немски: Heinrich Krampf) (1888 – 1963) е роден във Вюрцбург и е един от многото командири на 16-а пехотна дивизия и 304-та пехотна дивизия по време на Втората световна война.

## Награди
- Железен кръст – II и I степен (1914 г.)
- Сребърна пластинка към Железния кръст II степен (1939)